# Bloody Stream
«Bloody Stream» (estilizado como «BLOODY STREAM») es el sencillo debut por el músico japonés Coda. La canción, escrita por Saori Kodama y compuesta por Toshiyuki O'mori, es el segundo tema de apertura para la serie de anime, JoJo's Bizarre Adventure. Asociada con la segunda trama de la serie, Battle Tendency. La canción es destacada por tener una melodía emocional y elegante. Jun Yamamoto de Billboard dijo que el “sentía que el sonido de los instrumentos de viento de la canción, complementaban a la historia de Joseph Joestar y su batalla contra Los Hombres del Pilar: Eisidisi, Wammu y Kars”.

## Rendimiento comercial
En sus primeras semanas, «Bloody Stream» había vendido 21.000 unidades, alcanzando la posición #4 en el Oricon Weekly Album Charts. También alcanzó el número #7 en el Billboard Japan Hot 100, #3 en el Japan Hot Single Sales Chart, y #2 en el Japan Hot Animation chart.

## Lista de canciones
Todas las letras escritas por Saori Kodama, toda la música compuesta por Toshiyuki O'mori. 
| N.º  | Título                             | Duración |  |
| 1.   | «Bloody Stream»                    | 4:21     |  |
| 2.   | «Bloody Stream» (ORIGINAL KARAOKE) | 4:21     |  |
| 8:42 |                                    |          |  |